# Yeredon Saniona
Yeredon Saniona, o anche Yeredon Sagnona, è un comune rurale del Mali facente parte del circondario di Niono, nella regione di Ségou.